# Élection présidentielle américaine de 2004 au Nevada
 (juillet 2023).
L'élection présidentielle américaine de 2004 au Nevada a lieu le 2 novembre 2004 comme dans les 49 autres États qui composent les États-Unis ainsi que le district de Columbia. Les électeurs névadains choisissent des grands électeurs pour les représenter dans le collège électoral à travers un vote populaire. Le Nevada possède en 2004 5 grands électeurs. L'État donne l'ensemble de ses grands électeurs au candidat du Parti républicain, le président des États-Unis sortant George W. Bush. 
Le candidat vainqueur de ce scrutin dans tout le pays sera également Bush, qui entamera un second mandat à la présidence des États-Unis le 20 janvier 2005. 
Il s'agit de la dernière élection présidentielle au cours de laquelle le Nouveau-Mexique a été remporté par le candidat du Parti républicain.